# 岘港市
岘港市（越南语：／，發音：[ʔɗaː˨˩ naŋ˦ˀ˥] ⓘ），本名“沱㶞”，华文世界习作“峴港”或“蜆港”，是越南南中部的中央直辖市。峴港是越南第四大城市，僅次于胡志明市、河内市和海防市，是越南中部重要的大城市。

## 地名
峴港本名為沱㶞，可能源自隋代海陰郡（農州）多農縣之名。在越南漢文古籍和法屬以後的國語字資料中，峴港的正式名稱一直是沱㶞。法國人則將沱㶞的法文名稱改作“土倫港”（Tourane）。二戰結束後，香港媒體曾將峴港譯作“大南”，而越南華裔將沱㶞譯作“峴港”和“蜆港”。
岘港的另一个名字是“Cửa Hàn”，字面意为“瀚江河口”，俗名瀚口。但根据历史学家武文佚（Võ Văn Dật）的说法，“Hàn”是因海南籍华人将蚬港读作“Hành Càng”或“Hàn Càng”得来的。
一般认为，沱㶞（Đà Nẵng）是越南语对占语“da nak”一词的音译，意为“大河口”。也有其他学者提出不同看法，如占族学者印拉萨拉认为沱㶞是占语“daknan”的音译，字面意思为“大水”；另一位占族学者萨卡雅（Sakaya）则认为可能来自孟高棉语族的“Dakdong”或“Da dong”，意为“河流”，又或者与拉格莱语中的“danang”一词有关，意为“河流源头”。

## 地理
峴港市位於越南中部，陸地坐標範圍為北緯15°15'至16°40'、東經107°17'至108°20'，東瀕南中國海，北接順化市，北距首都河內766公里，南距胡志明市961公里，沿1號國道北距古都順化市101公里。峴港亦爲三大世界遺產古都順化、会安古镇、美山聖地的中點。峴港市為越南南北公路、鐵路、海路、航空交通樞紐，為越南西原地區、寮國、柬埔寨東北、泰國、緬甸出海門戶。峴港前往曼谷、吉隆坡、新加坡、馬尼拉、香港等區域主要經濟中心均為1,000－2,000公里。
峴港市陸地之四至點為：極北點蓮沼郡和協北坊，極西點和榮縣和北社，極南點和榮縣和姜社，極東點山茶郡壽光坊。陸地以外，峴港市之海域包括黃沙群島（與中國大陸、台灣存在領土主權爭議），位於北緯15°45'至17°15'、東經111°至113°，與廣治省、順化市的海域平行，距廣義省理山島120海里。

## 歷史
岘港市建于公元192年，其起源可以追溯到古老的占婆王国。
在巅峰时期，占婆的势力范围从今顺化市延伸到今头顿市。占婆国的首都（约875年至约1000年）因陀罗补罗位于广南省升平縣同阳村（距岘港约50公里）。
在岘港地区也有古老的占族城市Singhapura（意为“狮子之城”），该地点的位置已由考古确定，位于今茶嶠村和美山附近。在这些地方仍然可以看到许多被毁的庙宇和塔楼。
10世纪后半叶，因陀罗补罗国王与定都华闾（在今河内附近）的大越发生冲突。982年，大越前黎朝的開國皇帝黎桓派遣三位大使前往占婆，被拘留在因陀罗补罗。黎桓于是决定继续进攻占婆，并攻陷了因陀罗补罗，并杀死了占族国王波羅密首羅跋摩一世（《大越史記全書》稱之為“篦眉稅”）。由于这场战役中的失利，占婆最终在公元1000年左右放弃了因陀罗补罗。
大越与占婆的冲突一直持续到11世纪后期，占婆被迫将其三个北部省份割让给李朝。此后不久，越南农民开始迁进原属占婆国的土地，将其开垦为稻田，并沿着狭窄的沿海平原不断地南移。大越的向南扩张持续了几个世纪，最终在15世纪末吞并了大部分占族地区。
“沱㶞”之名最早见于1555年的《烏州近錄》，在该书的第五卷记载：“松江祠：祠在思榮縣思客海門，並在廣南陀㶞海門。”
16世紀時，作為廣南阮主首都順化的外港會安，是一個小漁村，作為與周邊地區貿易的港口，曾與日本商人進行交易（南蠻貿易）。
1858年8月，法軍在拿破崙三世的命令下登陸並佔領，成為殖民地，並改名為「土伦港」，但越南语汉字仍写作“沱㶞”。
1888年10月，法屬印度支那總督府以土伦港為總督直轄地，是越南的第三大城市（僅次於西貢市和河內市）。
1945年，越盟發動八月革命。為紀念反法人士蔡璠，曾一度改名“蔡璠市”，後恢復沱㶞之名。

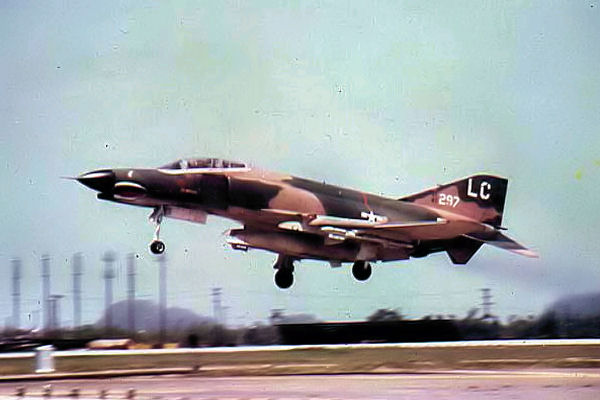
1970年，美國空軍第421戰術戰鬥機中隊一架F-4E戰鬥機從峴港空軍基地起飛

在越南共和國時代，峴港市主城区属于直辖市岘港市社，和荣县和城郊属于廣南省，越南戰爭期間，現在的峴港國際機場曾經是美國空軍及越南共和國空軍的主要基地，稱為峴港空軍基地，該基地在戰爭期間成為世界上最繁忙的空軍基地之一，每天平均有2,595架飛機的交通運營，超過當時世界上任何其他機場和空軍基地，該基地也駐紮美國海軍陸戰隊第3師，1973年，美軍撤離峴港。
1975年3月，北越對南越發動了順化－峴港戰役，峴港於3月30日落入共產黨軍隊手中。
1976年，越南南方共和国将广南省、广沱省和岘港市合并为廣南-峴港省，岘港市为该省的省辖市。
1982年12月9日，越南政府在西沙群岛设立黄沙县，划归广南-岘港省管辖，但西沙群岛由中华人民共和国实际控制，黄沙县相关机构设在岘港市。
1990年5月5日，岘港市被评定为二级城市。
1996年11月6日，廣南-峴港省分拆成廣南省和直辖峴港市；新设立的岘港直辖市包括原岘港市和和荣县、黄沙县1市2县，并重新划分为海洲郡、莲沼郡、清溪郡、五行山郡、山茶郡、和荣县和黄沙县5郡2县。
1997年1月23日，划定海洲郡、莲沼郡、清溪郡、五行山郡、山茶郡和和荣县边界。
2003年7月15日，岘港市被评定为一级城市。
2005年8月5日，和荣县和海洲郡析置锦荔郡。
2024年10月24日，越南国会常务委员会通过决议，自2025年1月1日起，莲沼郡和明坊部分区域划归清溪郡清溪西坊管辖。
2025年7月1日和原廣南省合併。

## 行政區劃
峴港市曾管辖下轄錦荔郡、海洲郡、蓮沼郡、五行山郡、山茶郡、清溪郡6郡、和榮縣、黃沙縣2县，2025年行政區劃改革後，縣級行政區劃被撤銷，峴港市現下轄23坊70社1特區，其中。黄沙特区为该国與中华人民共和国的争议领土，無实际控制權。

### 坊
- 安海坊（Phường An Hải）
- 安溪坊（Phường An Khê）
- 安勝坊（Phường An Thắng）
- 磐石坊（Phường Bàn Thạch）
- 錦荔坊（Phường Cẩm Lệ）
- 奠磐坊（Phường Điện Bàn）
- 奠磐北坊（Phường Điện Bàn Bắc）
- 奠磐東坊（Phường Điện Bàn Đông）
- 海洲坊（Phường Hải Châu）
- 海雲坊（Phường Hải Vân）
- 和強坊（Phường Hòa Cường）
- 和慶坊（Phường Hòa Khánh）
- 和春坊（Phường Hòa Xuân）
- 會安坊（Phường Hội An）
- 會安東坊（Phường Hội An Đông）
- 會安西坊（Phường Hội An Tây）
- 香茶坊（Phường Hương Trà）
- 蓮沼坊（Phường Liên Chiểu）
- 五行山坊（Phường Ngũ Hành Sơn）
- 廣富坊（Phường Quảng Phú）
- 山茶坊（Phường Sơn Trà）
- 三岐坊（Phường Tam Kỳ）
- 清溪坊（Phường Thanh Khê）

### 社
- 阿王社（Xã A Vương）
- 巴那社（Xã Bà Nà）
- 𤅶扛社（Xã Bến Giằng）
- 𤅶軒社（Xã Bến Hiên）
- 栴檀社（Xã Chiên Đàn）
- 得博英社（Xã Đắc Pring）
- 大祿社（Xã Đại Lộc）
- 奠磐西社（Xã Điện Bàn Tây）
- 同陽社（Xã Đồng Dương）
- 東江社（Xã Đông Giang）
- 德富社（Xã Đức Phú）
- 濰義社（Xã Duy Nghĩa）
- 濰川社（Xã Duy Xuyên）
- 浮丘社（Xã Gò Nổi）
- 何芽社（Xã Hà Nha）
- 合德社（Xã Hiệp Đức）
- 和進社（Xã Hòa Tiến）
- 和榮社（Xã Hòa Vang）
- 雄山社（Xã Hùng Sơn）
- 欽德社（Xã Khâm Đức）
- 拉熱社（Xã La Dêê）
- 拉埃埃社（Xã La Êê）
- 嶺玉社（Xã Lãnh Ngọc）
- 南江社（Xã Nam Giang）
- 南福社（Xã Nam Phước）
- 南茶眉社（Xã Nam Trà My）
- 農山社（Xã Nông Sơn）
- 成山社（Xã Núi Thành）
- 富寧社（Xã Phú Ninh）
- 富順社（Xã Phú Thuận）
- 福政社（Xã Phước Chánh）
- 福合社（Xã Phước Hiệp）
- 福能社（Xã Phước Năng）
- 福城社（Xã Phước Thành）
- 福茶社（Xã Phước Trà）
- 桂福社（Xã Quế Phước）
- 桂山社（Xã Quế Sơn）
- 桂山中社（Xã Quế Sơn Trung）
- 山錦下社（Xã Sơn Cẩm Hà）
- 瀧崑社（Xã Sông Kôn）
- 瀧黃社（Xã Sông Vàng）
- 三英社（Xã Tam Anh）
- 三海社（Xã Tam Hải）
- 三美社（Xã Tam Mỹ）
- 三春社（Xã Tam Xuân）
- 新合社（Xã Tân Hiệp）
- 西江社（Xã Tây Giang）
- 西湖社（Xã Tây Hồ）
- 升安社（Xã Thăng An）
- 升平社（Xã Thăng Bình）
- 升田社（Xã Thăng Điền）
- 升富社（Xã Thăng Phú）
- 升上社（Xã Thăng Trường）
- 盛平社（Xã Thạnh Bình）
- 盛美社（Xã Thạnh Mỹ）
- 秋盆社（Xã Thu Bồn）
- 上德社（Xã Thượng Đức）
- 仙福社（Xã Tiên Phước）
- 茶督社（Xã Trà Đốc）
- 茶甲社（Xã Trà Giáp）
- 茶玲社（Xã Trà Leng）
- 茶蓮社（Xã Trà Liên）
- 茶靈社（Xã Trà Linh）
- 茶眉社（Xã Trà My）
- 茶新社（Xã Trà Tân）
- 茶集社（Xã Trà Tập）
- 茶雲社（Xã Trà Vân）
- 越安社（Xã Việt An）
- 汙耶社（Xã Vu Gia）
- 春富社（Xã Xuân Phú）

### 特區
- 黃沙特區（Đặc khu Hoàng Sa)

## 文化遺蹟
岘港市擁有眾多歷史文化遺蹟，如占婆博物館、高台教寺廟等。

## 氣候
| 峴港                        | 峴港        | 峴港        | 峴港        | 峴港         | 峴港         | 峴港         | 峴港         | 峴港         | 峴港          | 峴港          | 峴港          | 峴港         | 峴港            |
| 月份                        | 1月         | 2月         | 3月         | 4月          | 5月          | 6月          | 7月          | 8月          | 9月           | 10月          | 11月          | 12月         | 全年            |
| --------------------------- | ----------- | ----------- | ----------- | ------------ | ------------ | ------------ | ------------ | ------------ | ------------- | ------------- | ------------- | ------------ | --------------- |
| 历史最高温 °C（°F）         | 32.8 (91.0) | 36.8 (98.2) | 37.2 (99.0) | 41.1 (106.0) | 39.4 (102.9) | 40.0 (104.0) | 38.3 (100.9) | 39.0 (102.2) | 37.8 (100.0)  | 36.1 (97.0)   | 35.0 (95.0)   | 32.8 (91.0)  | 41.1 (106.0)    |
| 平均高温 °C（°F）           | 24.8 (76.6) | 26.1 (79.0) | 28.7 (83.7) | 31.0 (87.8)  | 33.4 (92.1)  | 33.9 (93.0)  | 34.3 (93.7)  | 33.9 (93.0)  | 31.5 (88.7)   | 29.6 (85.3)   | 27.0 (80.6)   | 24.9 (76.8)  | 29.9 (85.8)     |
| 日均气温 °C（°F）           | 21.7 (71.1) | 23.0 (73.4) | 25.1 (77.2) | 27.2 (81.0)  | 29.2 (84.6)  | 29.7 (85.5)  | 29.8 (85.6)  | 29.7 (85.5)  | 27.8 (82.0)   | 26.4 (79.5)   | 24.3 (75.7)   | 22.1 (71.8)  | 26.3 (79.3)     |
| 平均低温 °C（°F）           | 18.5 (65.3) | 19.8 (67.6) | 21.5 (70.7) | 23.3 (73.9)  | 24.9 (76.8)  | 25.5 (77.9)  | 25.3 (77.5)  | 25.5 (77.9)  | 24.1 (75.4)   | 23.2 (73.8)   | 21.6 (70.9)   | 19.3 (66.7)  | 22.7 (72.9)     |
| 历史最低温 °C（°F）         | 8.9 (48.0)  | 7.8 (46.0)  | 11.1 (52.0) | 7.8 (46.0)   | 18.9 (66.0)  | 20.0 (68.0)  | 17.8 (64.0)  | 21.4 (70.5)  | 20.9 (69.6)   | 12.2 (54.0)   | 7.2 (45.0)    | 11.1 (52.0)  | 7.2 (45.0)      |
| 平均降水量 mm（）           | 96.2 (3.79) | 33.0 (1.30) | 22.4 (0.88) | 26.9 (1.06)  | 62.6 (2.46)  | 87.1 (3.43)  | 85.6 (3.37)  | 103.0 (4.06) | 349.7 (13.77) | 612.8 (24.13) | 366.2 (14.42) | 199.0 (7.83) | 2,044.5 (80.49) |
| 平均降水天数                | 13.7        | 6.9         | 4.8         | 5.6          | 8.9          | 8.0          | 8.6          | 11.4         | 15.4          | 21.2          | 20.9          | 18.6         | 144.0           |
| 平均相對濕度（％）          | 83          | 83          | 83          | 82           | 79           | 76           | 75           | 77           | 81            | 84            | 84            | 84           | 81              |
| 月均日照時數                | 136.4       | 152.6       | 179.8       | 210.0        | 254.2        | 240.0        | 241.8        | 217.0        | 174.0         | 158.1         | 138.0         | 124.0        | 2,225.9         |
| 日均日照時數                | 4.4         | 5.4         | 5.8         | 7.0          | 8.2          | 8.0          | 7.8          | 7.0          | 5.8           | 5.1           | 4.6           | 4.0          | 6.1             |
| 来源：世界氣象組織 (聯合國) |             |             |             |              |              |              |              |              |               |               |               |              |                 |

## 教育
- 峴港大學
  - 百科大學
  - 經濟大學
  - 師範大學
  - 外語大學
  - 工業大學
- 維新大學
- 峴港建築大學

## 經濟
岘港市以工業為主，出口海鮮、藤製家具、家用品、衣物等。近期往高科技產業發展，故設立峴港高科技園區。

## 交通
峴港位於東西經濟走廊的末端。

### 機場
峴港國際機場位於市中心，是越南第三大國際機場。

### 鐵路
- 越南鐵路
  - 南北線：峴港站

## 旅游
岘港是越南中部重要交通枢纽，市內有峴港大教堂、美溪沙灘、婆那山、五行山、山茶半島、占婆雕刻博物館、漢江及龍橋等景点，半径100平方公里之内范围内可直达周邊城巿的占婆岛、錦南岛（Cẩm Nam）、会安古镇、美山圣地、顺化皇城、啟定陵等著名景点。

## 居民

### 人口結構
1999年4月1日人口普查結果，峴港市共有684,846人，勞動年齡人口為413,460人，佔57.7%。至2019年4月1日，總人口為1,134,310人，位列越南全國省、直轄市中第39位，佔全國人口1.18%，人口密度為740人/平方公里，其中男性人口為558,982人，女性575,328人。城市居民人口為988,569人（87.2%），農村人口145,741人（12.4%）。
峴港市城市人口在五個直轄市中排名第三，位列胡志明市、河內市之後，全國63省市中排名第五，位列平陽省、同奈省、胡志明市、河內市之後。全市人口增長率略高於全國，2005-2011年間人口增長率為2.5%至3%，高於越南全國1%-1.2%，其中2010年更是高達3.6%，位列全國第三（僅次於平陽省、同奈省），2015年為1.1%。峴港亦有大量在此學習工作的外來人口，移民比例正在增加。至少從2009年起，移民為峴港人口增長的主要驅動力。
峴港市城市化比率87.2%，是越南中部、西原地區與全國最高的地區。女性平均預期壽命達77.4歲，男性為74.8歲。根據2009年人口普查，峴港嬰兒死亡率為9.9（每1,000位）。根據2019年人口普查，峴港每位婦女生育數為1.88人，低於維持穩定人口結構的替代生育水準(2.1人)。

### 民族
峴港市境內共有37個民族與外國人共同生活，其中京族人口最多為883,343人，華族2,974人，戈都族1,198人，其他人口較少的民族如岱依族224人、埃地族222人、芒族183人、嘉萊族154人，人口最少的民族遮羅族、哈尼族、西拉族、俄都族均為1人。

### 宗教
截至2019年4月1日，峴港市全市有187,029人信仰9個不同宗教，其中147,220人信仰佛教，42,690人信仰大公教會，其餘3,730人信仰新教，3,249人信仰高臺教，53人信仰明師道、34人信仰巴哈伊、25人信仰和好教、19人信仰伊斯蘭教，最少為9人婆羅門教。基督教宣道會於1911年在峴港成立越南首個新教教會。